# 芃芃山
芃芃山，又稱繃繃山，亦訛作梵梵山，是位於臺灣宜蘭縣大同鄉英士村的一座山峰，屬於雪山山脈，海拔1,710公尺，東側鄰近北橫公路，山頂立有臺灣省政府圖根補點基石。山名「芃芃」（音芃）音譯自泰雅語：，一說為模仿蜂鳴的狀聲詞，一說為形容溫泉發出的聲響，周遭的芃芃社（今英士村）、芃芃溪和芃芃溫泉之名亦源於此。山脊北方與婆羅山相連，南方與烏山相接，西方隔三光溪與桃園市、宜蘭縣交界線上的稜山相望。